# Прері-Гоум (Міссурі)
Прері-Гоум (англ. Prairie Home) — місто (англ. city) в США, в окрузі Купер штату Міссурі. Населення — 262 особи (2020).

## Географія
Прері-Гоум розташоване за координатами 38°48′49″ пн. ш. 92°35′26″ зх. д. / 38.81361° пн. ш. 92.59056° зх. д. (38.813596, -92.590610).  За даними Бюро перепису населення США в 2010 році місто мало площу 1,00 км², уся площа — суходіл.

## Демографія
Згідно з переписом 2010 року, у місті мешкало 280 осіб у 121 домогосподарстві у складі 85 родин. Густота населення становила 279 осіб/км².  Було 132 помешкання (131/км²).
Расовий склад населення:
| - 98,9 % — білих - 0,4 % — чорних або афроамериканців - 0,4 % — азіатів |

До двох чи більше рас належало 0,4 %. Частка іспаномовних становила 0,7 % від усіх жителів.
За віковим діапазоном населення розподілялося таким чином: 22,1 % — особи молодші 18 років, 52,5 % — особи у віці 18—64 років, 25,4 % — особи у віці 65 років та старші. Медіана віку мешканця становила 42,7 року. На 100 осіб жіночої статі у місті припадало 95,8 чоловіків;  на 100 жінок у віці від 18 років та старших — 96,4 чоловіків також старших 18 років.
Середній дохід на одне домашнє господарство  становив 40 795 доларів США (медіана — 39 063), а середній дохід на одну сім'ю — 46 148 доларів (медіана — 45 208). За межею бідності перебувало 21,6 % осіб, у тому числі 23,5 % дітей у віці до 18 років та 15,1 % осіб у віці 65 років та старших.
Цивільне працевлаштоване населення становило 113 особи. Основні галузі зайнятості: освіта, охорона здоров'я та соціальна допомога — 22,1 %, роздрібна торгівля — 14,2 %, сільське господарство, лісництво, риболовля — 10,6 %, будівництво — 9,7 %.